# Arquitectura de Detroit

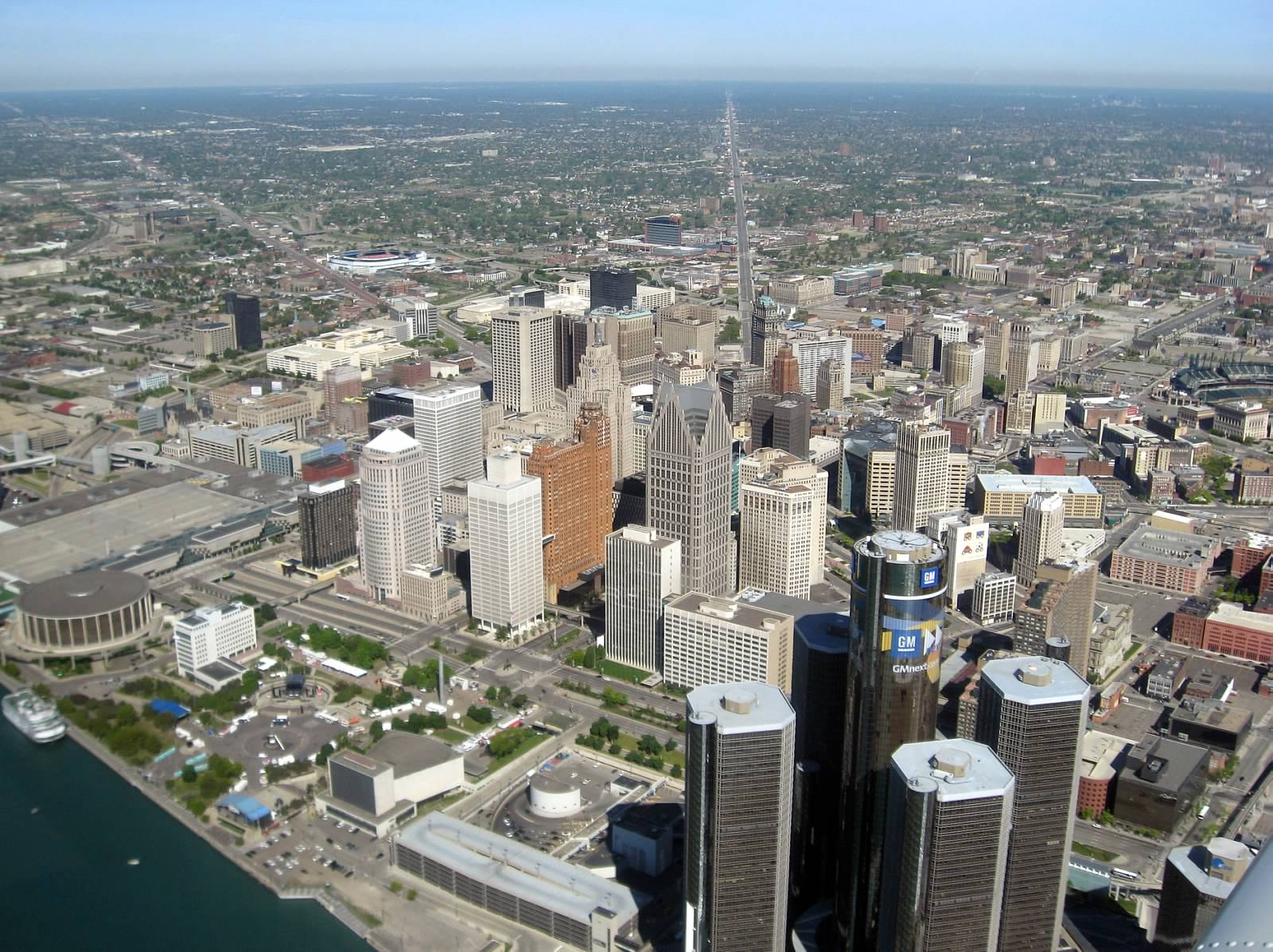
El Renaissance Center, el One Detroit Center y otros rascacielos del Downtown Detroit.

La arquitectura del área metropolitana de Detroit atrae a arquitectos y conservacionistas por igual. Con uno de los horizontes más reconocibles del mundo, el panorama urbano de Detroit presenta una gran variedad de estilos arquitectónicos. Durante las últimas décadas del siglo XIX y las primeras del XX, esta fue junto con Nueva York y Chicago una de las ciudades donde se gestaron los primeros rascacielos. 
Durante los felices años veinte surgieron torres de varias decenas de pisos y de diferentes estilos, entre ellos los icónicos rascacielos Penobscot, Guardian y Fisher. Las agujas neogóticas postmodernas del One Detroit Center se refieren a los diseños de los tradicionales rascacielos art déco de la ciudad. Junto con el Renaissance Center, estos constituyen el distintivo horizonte urbano.
La arquitectura de Detroit es reconocida como una de las mejores de Estados Unidos. Detroit tiene una de las colecciones más grandes de edificios de finales del siglo XIX y principios del XX en ese país. Debido al declive económico de la ciudad, varios inmuebles patrimoniales han sido demolidos o se encuentran en pésimo estado de conservación. Por esa razón el National Trust for Historic Preservation ha incluido muchos rascacielos y edificios en su lista de los lugares más amenazados de todo el país.
Los suburbios contienen una arquitectura contemporánea significativa y varias propiedades históricas.

## Rascacielos

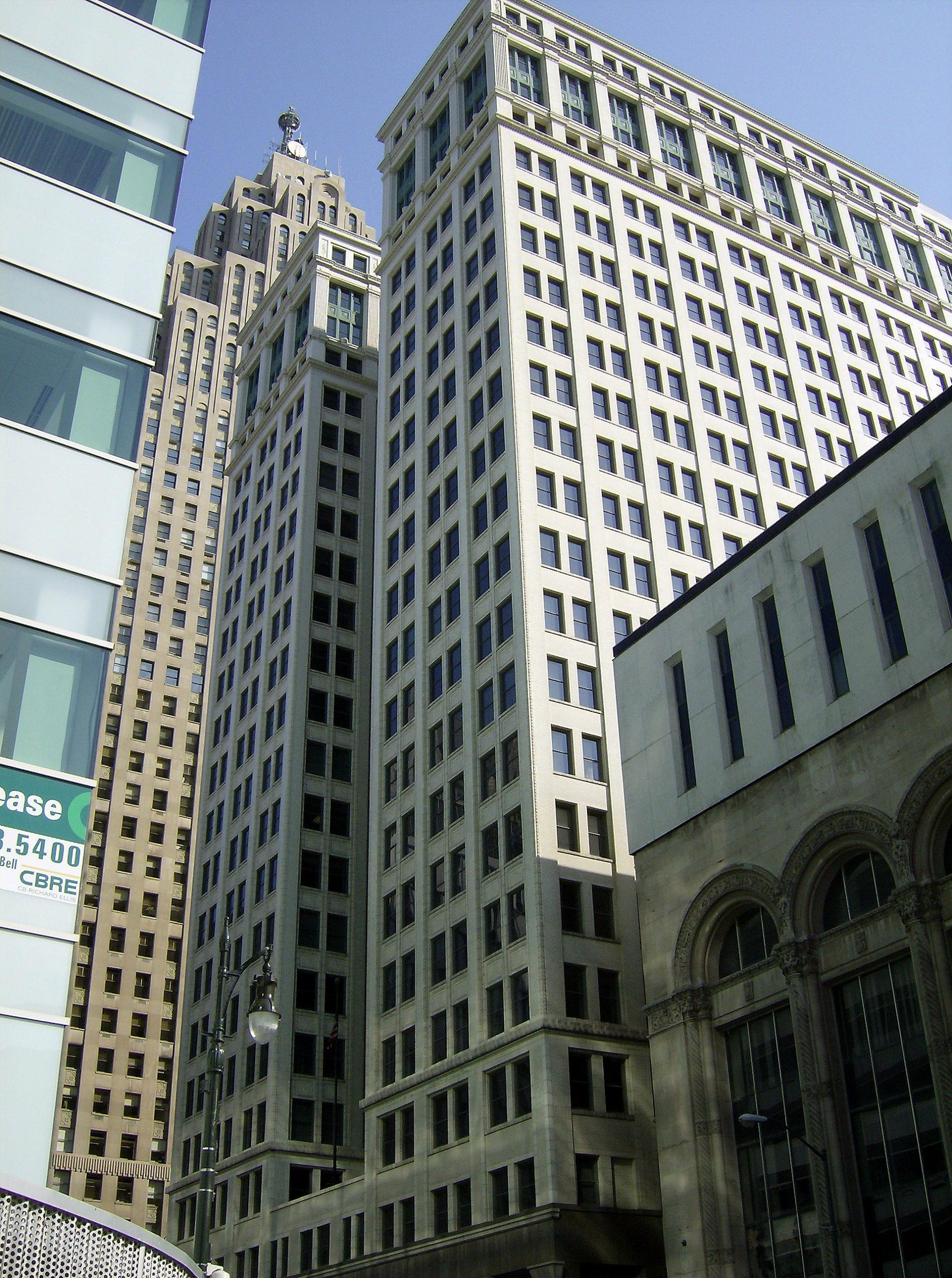
El Chrysler House (1912) de Daniel Burnham en el Distrito Financiero.

En la década de 1880, arquitectos de la Gilded Age, como Gordon W. Lloyd, Harry J. Rill y otros, que habían diseñado iglesias y residencias, centraron su atención en los edificios comerciales y de oficinas. Diseñaron algunos de los edificios altos del siglo XIX tallados en piedra de Detroit, muchos de los cuales aún están en pie. El Wright–Kay Building, un edificio neorrománico de seis pisos y estructura de hierro (1891) en el 1500 Woodward Ave, y el R. H. Traver Building (1889), ubicado en el 1211 Woodward, son dos ejemplos diseñados por el propio Lloyd. El Wright-Kay fue uno de los primeros en tener un elevador eléctrico. Rill diseñó la ornamentada fachada Beaux Arts del Detroit Cornice and Slate Company Building (1897) en el 733 Antoine.
El edificio neorrománico de seis pisos Globe Tobacco Building (1888) en 407 E. Fort, construido por Alexander Chapoton, es otro de los primeros edificios comerciales sobrevivientes de la ciudad. El distrito histórico de la calle Randolph de estilo victoriano contiene algunos de los edificios comerciales más antiguos de la ciudad. El edificio comercial en 1244 Randolph Street data de la década de 1840, uno de los pocos sobrevivientes del período Antebellum. La mayor parte de la expansión y desarrollo de Detroit tuvo lugar más tarde.
Con 12 pisos, el United Way Community Services Building (1895) con estructura de acero, en el 1212 Griswold Street, originalmente conocido como la Cámara de Comercio, es el rascacielos detroitino más antiguo aún en pie. El Hammond Building (1889), ya demolido, es considerado el primer rascacielos histórico de la ciudad. The Qube se desarrolló en el sitio que este ocupaba.
La ciudad tiene varios edificios y rascacielos arquitectónicamente significativos de finales del siglo XIX y principios del XX. Daniel Burnham, Louis Kamper y la firma Smith Hinchman & Grylls se encuentran entre los arquitectos que diseñaron algunos de los otros rascacielos importantes de la ciudad a principios de siglo que perduran hoy. Los tres diseños restantes de rascacielos de Detroit de Burnham son la Chrysler House de estilo neoclásico (1912), renovada en 2002, y los edificios neorrenacentistas David Whitney (1915) y Ford (1909). Entre sus primeros proyectos, Smith Hinchman & Grylls diseñó el neogótico Fyfe Building (1919) en el costado norte del Grand Circus Park, ahora convertido en un edificio residencial de gran altura.

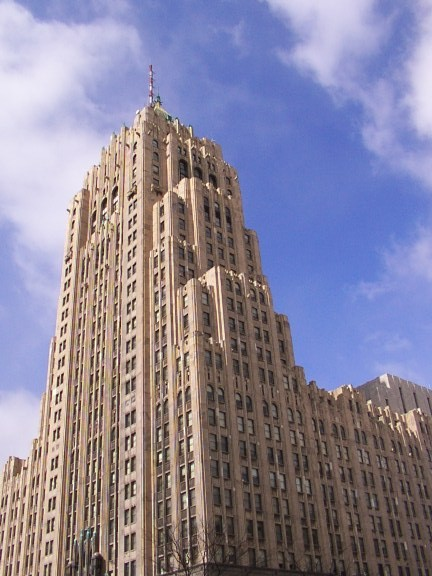
El Fisher Building (en la foto) y el cercano Cadillac Place son Monumentos Históricos Nacionales en el área del New Center, ambos diseñados por Albert Kahn.

Detroit ha conservado varios edificios históricos que figuran en el Registro Nacional de Lugares Históricos. La ciudad tiene muchas estructuras históricas que necesitan restauración. La más importante de ellas es la Estación Central de Míchigan (1913) de Warren & Wetmore y Reed & Stem; Fue comprado por Ford en 2018 y será el centro de un importante desarrollo de usos múltiples.

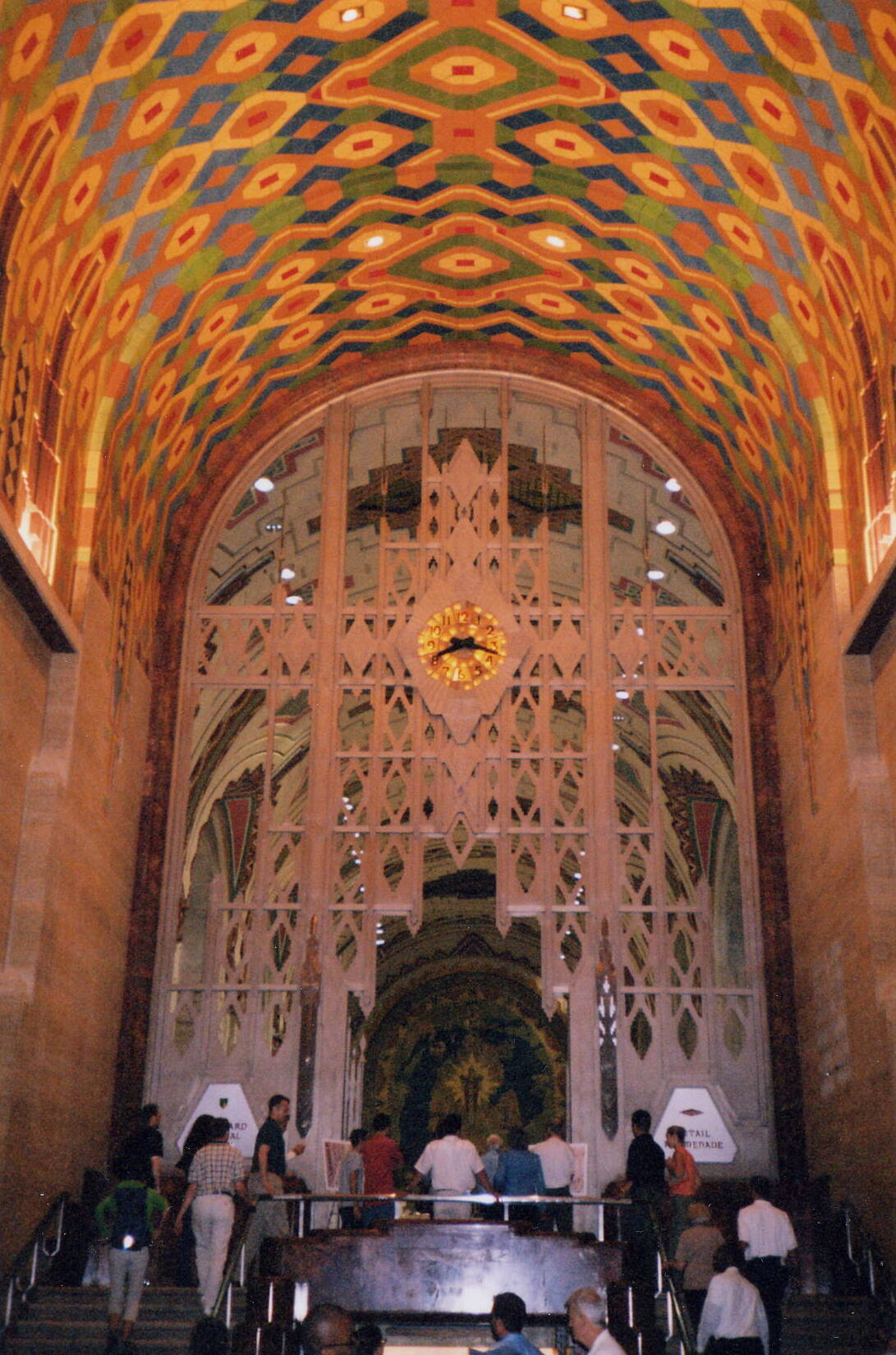
El Guardian Building, un hito histórico nacional de Wirt Rowland.

Durante los felices años veinte, surgió el histórico skyline de Detroit. Louis Kamper diseñó el Book Cadillac Hotel (1924) de estilo neorrenacentista, que era el hotel más alto del mundo cuando abrió.
El legado arquitectónico de la ciudad es rico en estilo art déco, con edificios construidos durante los años de auge de la década de 1920. Joseph L. Hudson, el magnate de los grandes almacenes, había encargado al arquitecto Hugh Ferriss que produjera una serie de representaciones que representaran nuevos edificios para el horizonte de la ciudad. La ventana del J.L. Hudson Building mostraba los dibujos de Ferriss para conmemorar su cincuentenario y para celebrar la apertura en 1927 de un nuevo edificio para el Instituto de Artes de Detroit, una estructura de estilo renacentista italiano de estilo Beaux-Arts. Otros arquitectos crearon diseños inspirados en los conceptos de Hugh Ferriss, que incluyeron el Guardian, el David Stott, el J.L Hudson y otros.
Albert Kahn diseñó lo que ahora es Cadillac Place (1923) para General Motors, con arquitectura neoclásica. Kahn, a veces llamado el "arquitecto de Detroit", trabajó originalmente para John Scott, quien diseñó el Edificio del Condado de Wayne (1897). Se inauguró como el segundo edificio de oficinas más grande del mundo.
Los siete hermanos Fisher, dueños de la empresa automotriz Fisher Body, esencialmente le dieron al arquitecto Kahn un cheque en blanco para diseñar y construir el "edificio más hermoso del mundo". Este fue el Fisher Building (1927) que, con su trabajo detallado, ha sido llamado el "objeto de arte más grande" de la ciudad. Su opulento vestíbulo de tres pisos con bóveda de cañón está construido con cuarenta tipos diferentes de mármol. El arquitecto jefe de Albert Kahn Associates para el Fisher fue Joseph Nathaniel French. Elste y el Cadillac Place se encuentran entre los Monumentos Históricos Nacionales de Detroit que anclan el nuevo Centro histórico de la ciudad.
El arquitecto Wirt C. Rowland desempeñó un papel integral en la creación del horizonte histórico de la ciudad con sus diseños para los edificios Buhl, Penobscot y Guardian. El diseño de Rowland para el Buhl (1925) de estilo neorrenacentista y neogótico, con elementos neorrománicos. Entre los famosos rascacielos Art Déco se incluyen el Penobscot (1928), el Guardian (1929), y el David Stott de John M. Donaldson (1929). Los azulejos arquitectónicos hechos de cerámica Pewabic por la ceramista estadounidense Mary Chase Perry Stratton son una característica destacada en la fachada y la decoración del Guardian.
| Rango | Edificio                                  | Altura | Pisos | Año  | Notas  |  |
| ----- | ----------------------------------------- | ------ | ----- | ---- | ------ |  |
| 1     | Detroit Marriott en el Renaissance Center | 222 m  | 73    | 1977 | [ 20 ] |  |
| 2     | One Detroit Center                        | 189 m  | 43    | 1993 | [ 21 ] |  |
| 3     | Penobscot Building                        | 172 m  | 47    | 1928 | [ 22 ] |  |
| T-4   | Renaissance Center Tower 100              | 159 m  | 39    | 1977 | [ 23 ] |  |
| T-4   | Renaissance Center Tower 200              | 159 m  | 39    | 1977 | [ 24 ] |  |
| T-4   | Renaissance Center Tower 300              | 159 m  | 39    | 1977 | [ 25 ] |  |
| T-4   | Renaissance Center Tower 400              | 159 m  | 39    | 1977 | [ 26 ] |  |
| 8     | Guardian Building                         | 151 m  | 40    | 1929 | [ 27 ] |  |
| 9     | Book Tower                                | 145 m  | 38    | 1926 | [ 28 ] |  |
| 10    | 150 West Jefferson                        | 139 m  | 26    | 1989 | [ 29 ] |  |

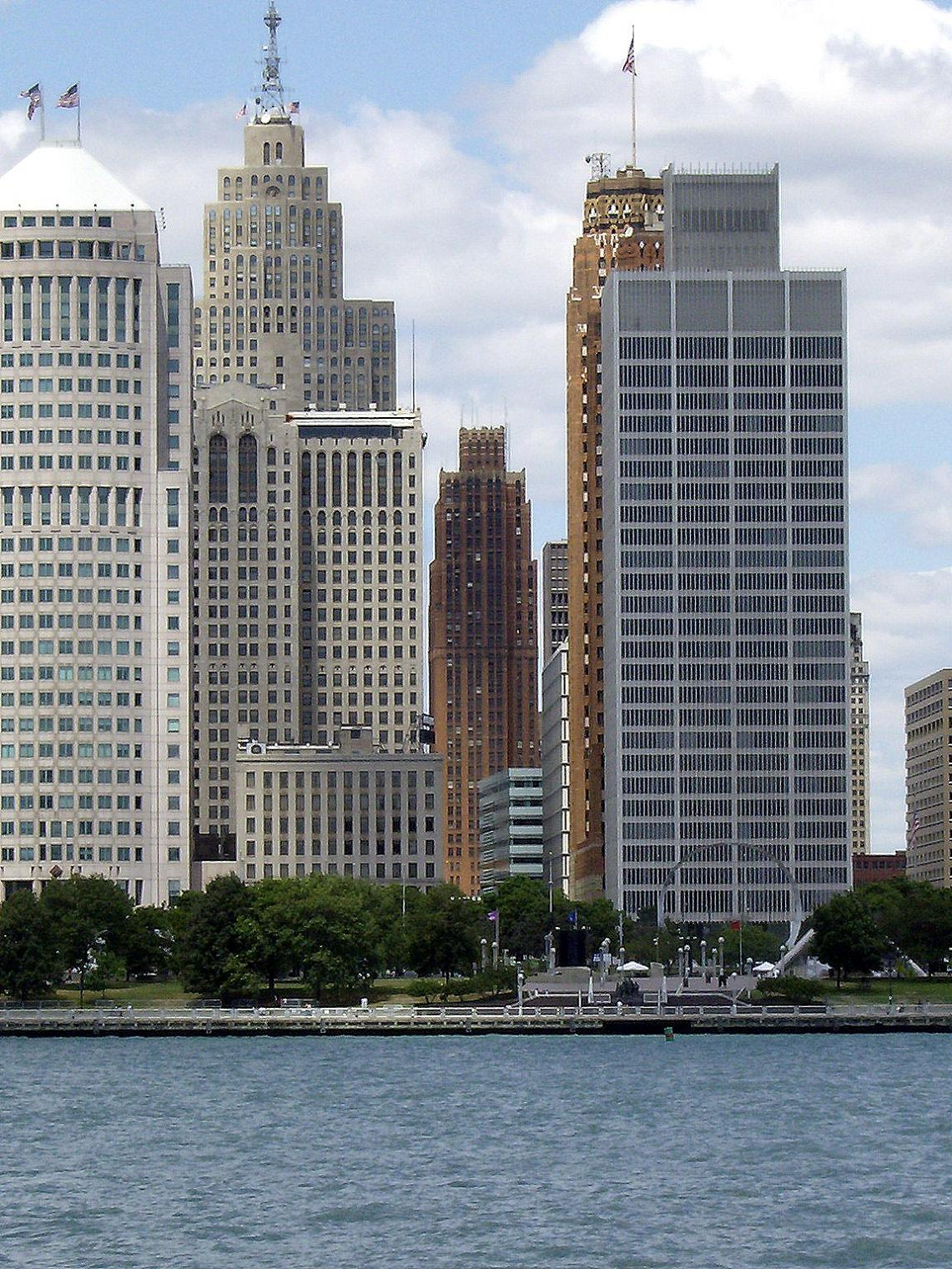
El Distrito Financiero contiene varios edificios del arquitecto Wirt Rowland, entre ellos los rascacielos Penobscot, Buhl y Guardian.

El área de Detroit también contiene rascacielos destacados diseñados en los estilos arquitectónicos moderno, posmoderno y contemporáneo. Con la notable excepción del edificio 1001 Woodward (1965), los rascacielos de Detroit muestran menos influencia de la escuela de arquitectura de Chicago y tienen un carácter más oriental. Minoru Yamasaki diseñó One Woodward Avenue de Detroit (1962) en el estilo arquitectónico moderno, siguiendo con su diseño galardonado similar para las torres del World Trade Center de Nueva York (1973-2001). Hoy, los rascacielos contemporáneos de la ciudad se encuentran junto a los edificios históricos en buena parte restaurados. El One Detroit Center (1993) y sus agujas neogóticas son consideradas un buen ejemplo de arquitectura posmoderna por los arquitectos Philip Johnson y John Burgee, que interactúa con el histórico Penobscot de Wirt Rowland (1928), ambos ubicados en el corazón de la zona inalámbrica de Internet del Distrito Financiero.
El mercado de oficinas en Metro es uno de los más grandes del país con 13.739.000 m². El Renaissance Center, con 515.800 m² y el Southfield Town Center con 204.400 m² son ejemplos a gran escala de complejos de rascacielos modernos contemporáneos. Cada complejo de uso mixto es un grupo interconectado de rascacielos denominado "ciudad dentro de una ciudad".

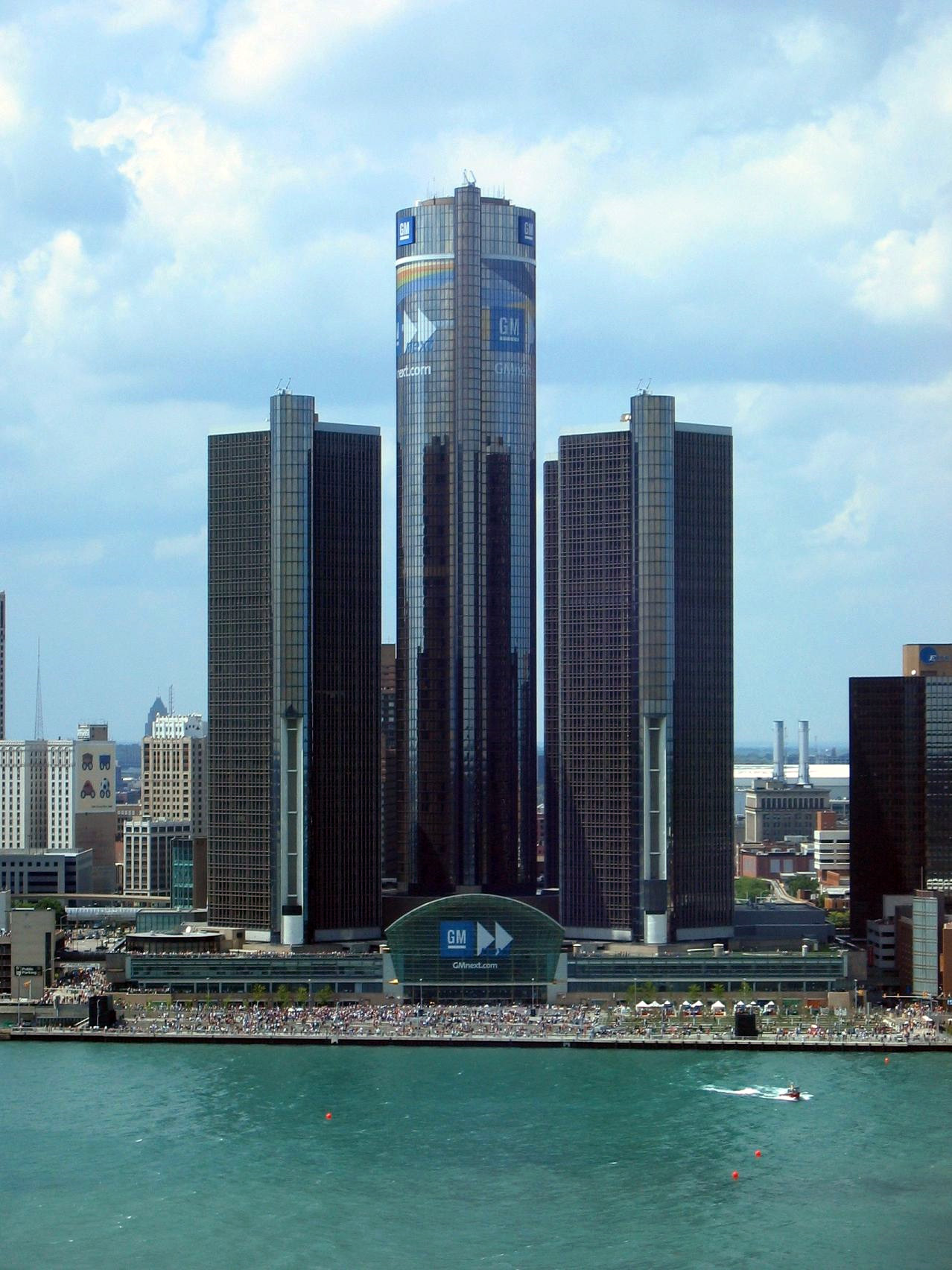
El Renaissance Center de John Portman en el International Riverfront, y el GM Wintergarden de Skidmore, Owings & Merrill.

La construcción del Renaissance Center en el Downtown marcó una nueva era para la arquitectura de la ciudad. En la década de 1970, Detroit Renaissance, presidido por Henry Ford II, encargó al prestigioso arquitecto John Portman que diseñara un enorme complejo de rascacielos llamado Renaissance Center con la esperanza de aumentar la atracción de la vida en la ciudad para los residentes de clase media y alta. Algunos se fueron debido a los autobuses ordenados por la corte para integrar escuelas que fueron segregadas de facto según los patrones residenciales. Portman había esperado detener el éxodo.
Portman desarrolló su diseño anterior para el Westin Peachtree Plaza en Atlanta al diseñar el Renaissance Center en Detroit. Contribuyó a la popularidad del hotel rascacielos. En las décadas siguientes, el Renaissance Center se expandió para unirse a los restaurados rascacielos art deco históricos de la ciudad hasta formar el horizonte actual.
En 1924, el Book-Cadillac de Detroit abrió sus puertas como el hotel más alto del mundo (ahora es un Hotel Westin rediseñado). La finalización de la primera fase del Renaissance Center en 1977 le devolvió el título a la ciudad. La torre central del Renaissance Center se abrió con un hotel insignia, el más alto del mundo, y un centro de conferencias con el restaurante en la azotea más grande del mundo. Desde 2012, el hotel es el mayor Marriott International en los Estados Unidos, con 1,298 habitaciones. Aunque ya no es el hotel más alto del mundo, sigue siendo el rascacielos más alto de todos los hoteles del hemisferio occidental. El hotel Westin y el centro de conferencias del Southfield Town Center se encuentran frente a la Universidad Tecnológica Lawrence.
Sin embargo, frenar la fuga de capitales de la ciudad resultó difícil, ya que el mercado de oficinas suburbanas continuó creciendo, especialmente en Southfield y Troy. El Southfield Town Center, construido entre 1975 y 1989, se hizo fácil de reconocer con su marca de cinco rascacielos de cristal dorado. Atrajo a los inquilinos en competencia con el Renaissance Center cuando el mercado de oficinas de Metro Detroit continuó su expansión suburbana.
Portman diseñó el Renaissance Center con espacios interiores, pero seguros. Rápidamente se convirtió en un símbolo de la ciudad de Detroit. En 1996, el diseño del Renaissance Center cambió cuando General Motors compró todo el complejo para su nueva sede. El cambio de imagen de 500 millones de dólares del complejo incluyó una renovación de 100 millones del hotel. Una nueva puerta principal Wintergarden (2003) ofrece vistas al mar y un espacio comercial ampliado. Antes de completar su renovación en 2003, algunos habían criticado sus corredores circulares como confusos. La construcción de una pasarela de vidrio iluminada ahora facilita la navegación que rodea el entrepiso interior. Una entrada de vidrio para los peatones ha reemplazado las antiguas bermas de concreto a lo largo de la Avenida Jefferson.
La ciudad, junto con Riverfront Conservancy, emprendió otro proyecto importante planeado en 559 millones de dólares a lo largo del río internacional de Detroit para construir un parque de paseo marítimo de 5 km a lo largo del río este desde Hart Plaza y el Renaissance Center hasta el puente de Belle Isle. La Autoridad Portuaria del Condado de Detroit Wayne agregó el Dock of Detroit (2005), un muelle de cruceros de última generación en Hart Plaza, cerca del Renaissance Center. Una extensión de 3 km a lo largo del río oeste llevará el parque del paseo marítimo de Hart Plaza hasta el Puente Ambassador (1929) para un total de cinco 8 km de ruta de puente a puente. Míchigan construyó su primer parque estatal urbano, el William G. Milliken State Park and Harbour (2003). Tres modernos hoteles resort de casino de gran altura en Detroit incluyen el MGM Grand Detroit (2007) de SmithGroup, Motor City Casino (2007) y el Greektown Casino-Hotel de 30 pisos (2009). Un cuarto hotel casino contemporáneo de gran altura, Caesars Windsor (1998/2008), es visible desde International Riverfront.

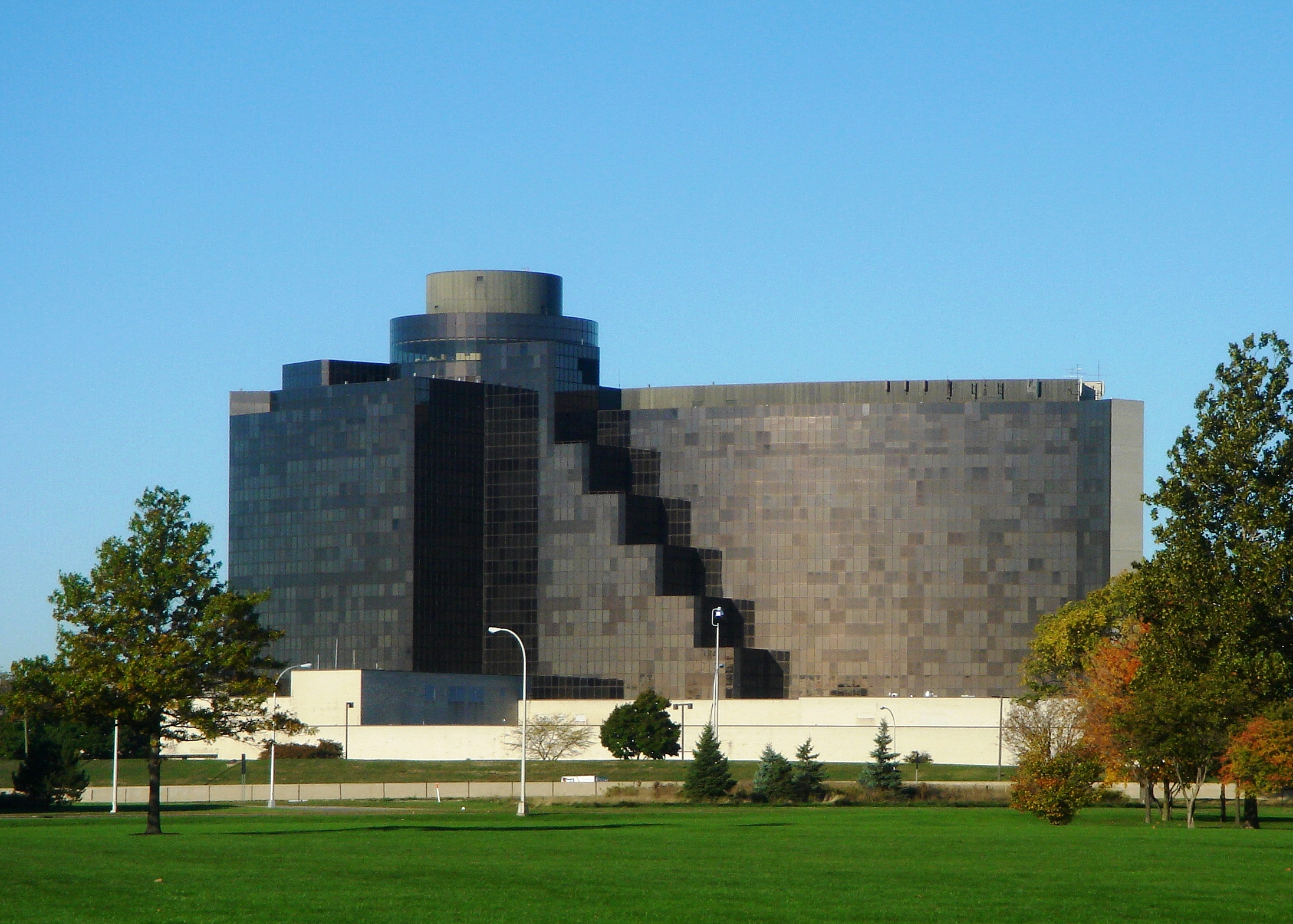
El Adoba Hotel de Charles Luckman en Dearborn.

Además de los rascacielos Town Center, las torres modernas de Southfield incluyen el American Center de 26 pisos (1975) de SmithGroup y One Towne Square (1992) de Rossetti con 21 pisos. Otros centros de comercio notables en el área son Dearborn, Troy y Auburn Hills. Dearborn contiene la sede mundial de la Ford Motor Company. El Adoba Hotel de lujo de 14 pisos de Dearborn (1976) con su diseño arqueado contemporáneo de Charles Luckman se encuentra entre los centros de conferencias de la región, con 772 habitaciones. Rossetti diseñó el moderno Ritz-Carlton Hotel de Dearborn (1988) junto con el complementario Fairlane Plaza North and South (1990), así como las Parklane Towers (1973). Troy tiene una gran cantidad de edificios de oficinas, muchos de los cuales están situados a lo largo del corredor de Big Beaver Road. El más alto de estos es el edificio Top of Troy (1975), una torre triangular de 27 pisos. Troy también contiene lo que generalmente se considera el centro comercial más exclusivo de la región, la Somerset Collection.
El suburbio de Auburn Hills alberga la sede central de Chrysler y el Centro de Tecnología de 15 pisos con sus 5.3 millones de pies cuadrados (490,000 m²) en 504 acres (2.04 km²). CRSS Architects diseñó el Chrysler Technology Center (1993) en una formación transversal axial donde sus atriles alargados coronados por el atrio convergen con una claraboya radiante octogonal en su centro. SmithGroup diseñó la torre contemporánea adjunta de la sede central de Chrysler (1996) en vidrio dorado coronado con el emblema pentastar. El cercano Palacio de Auburn Hills (1988) de Rosetti es un estadio deportivo que ha servido como prototipo para muchos otros de su clase.

### Desarrollo futuro
Entre 1996 y 2006, el Downtown atrajo más de 15.000 millones de dólares en nuevas inversiones de los sectores público y privado. En 2011, Quicken Loans trasladó la sede de su compañía al área, consolidando las oficinas suburbanas, una medida considerada de gran importancia para los planificadores de la ciudad para restablecer el centro histórico. Quicken ha comprado edificios de oficinas en el Downtown y ha considerado nuevos sitios para nuevas construcciones en el antiguo Statler Hotel en Grand Circus Park y en el lote del demolido Hudson Department Store. Se han anunciado planes para un importante desarrollo residencial y comercial adyacente al Renaissance Center. En 2009, DTE reveló una transformación del paisaje de 50 millones de dólares alrededor de su sede central en un oasis urbano con parques, pasarelas y una piscina reflectante adyacente al MGM Grand Detroit. Muchos lofts residenciales y rascacielos están en construcción en el área de Detroit. El Inn at Ferry Street en el Distrito Histórico de East Ferry Avenue y el Inn at 97 Winder en el Distrito Histórico de Brush Park son ejemplos de proyectos exitosos de restauración en Midtown. Otros proyectos de restauración históricos en Detroit incluyen desarrollos en el área de Midtown, el Fort Shelby Hotel y el Westin Book-Cadillac Hotel. Desde 2013, el tranvía de la Avenida Woodward enlaza el Detroit People Mover y el SEMCOG Commuter Rail con acceso a los autobuses DDOT y SMART.

## Hitos y monumentos

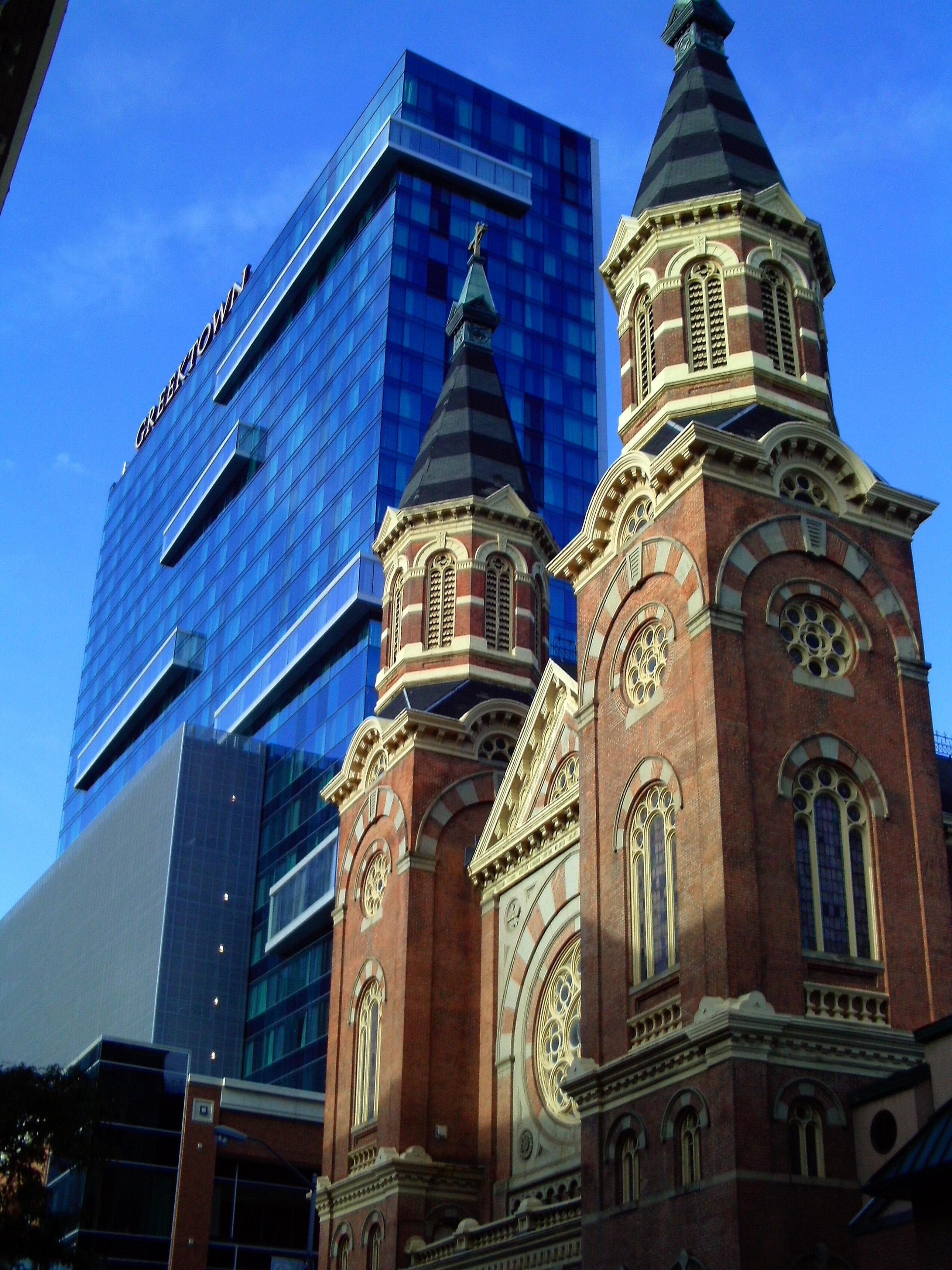
Iglesia de Santa María (1885) del arquitecto Peter Dederichs en Greektown. Al fondo a la izquierda se destaca el Greektown Casino-Hotel.

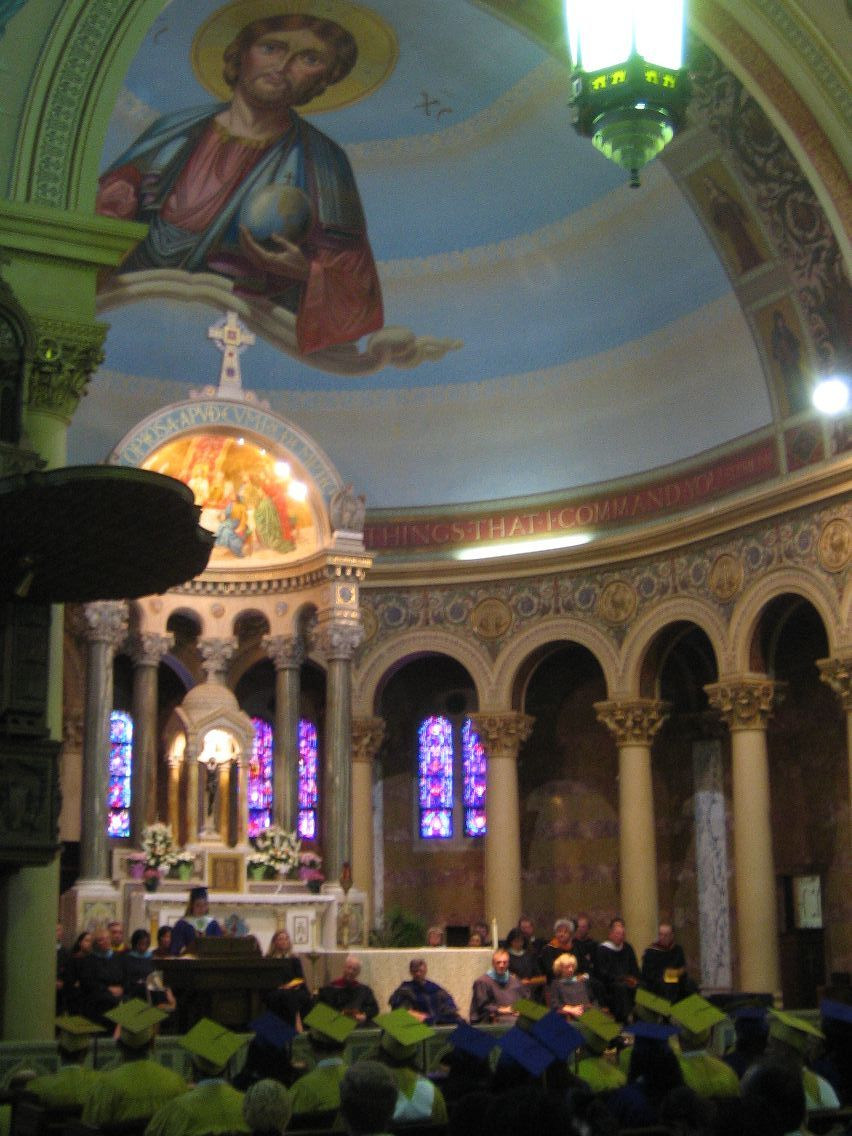
Iglesia del Santísimo Redentor (1922) en Detroit por Donaldson y Meier.

Fundada en 1701, la Arquidiócesis de Detroit es la segunda diócesis católica más antigua de los Estados Unidos. En consecuencia, muchas de sus iglesias y catedrales están incluidas en el Registro Nacional de Lugares Históricos. Las iglesias dominaron el horizonte de la ciudad después de la Guerra Civil. La arquitectura neogótica de la iglesia de Santa Ana (1887) de Alert E. French y Leon Coquard incluye arbotantes, que muestran la influencia francesa. Santa Ana, que alberga los vitrales más antiguos de la ciudad, está ubicada cerca del Puente Ambassador. La iglesia de San José de estilo gótico (1873/1883) en Eastern Market-Lafayette Park por Francis G. Himpler es una auténtica parroquia católica alemana conocida por su arquitectura y vitrales. En Greektown, otra parroquia alemana, Peter Dederichs diseñó la antigua Iglesia de Santa María (1885), de estilo neorrománico pisano. La neorrenacentista catedral del Corazón Dulcísimo de María (1893), en el área del vecindario de Forest Park por Spier y Rohns, es la iglesia católica más grande de Detroit.
La catedral del Santísimo Sacrament (1915) y la catedral de San Pablo (1911) de Ralph Adams Cram, ambas de estilo gótico neorrenacentista, se encuentran a lo largo de la avenida Woodward. Las obras del escultor Corrado Parducci adornan muchas de las iglesias de Detroit, incluida la catedral del Santísimo Sacramento y la iglesia de San Aloysius (1930) en el Distrito Histórico de Washington Boulevard. Entre sus proyectos en Detroit, Gordon W. Lloyd diseñó la Christ Church Detroit (1863) en 960 E. Jefferson Avenue y la Iglesia Metodista Unida Central (1866) en 23 East Adams Street. La Primera Iglesia Presbiteriana de Detroit (1891) es un buen ejemplo del estilo románico richardsoniano de George D. Mason y Zachariah Rice. La iglesia de Fort Street (1855), diseñada en un estilo gótico victoriano con un campanario que se eleva a 81 metros, se encuentra entre las iglesias más altas de los Estados Unidos.
La gran concentración de polacos en el área metropolitana de Detroit dio lugar a una serie de iglesias ornamentadas en el estilo de la catedral polaca diseñadas por arquitectos notables. Henry Engelbert diseñó el estilo gótico de la iglesia de San Alberto (1885), la primera parroquia católica polaca de Detroit. Harry J. Rill diseñó St. Hedwig's (1915) y la iglesia de San Estalisnao (1913). Donaldson y Meier diseñaron la de St. Hyacinth's (1924). Ralph Adams Cram diseñó la ornamentada iglesia de San Florián de estilo gótico (1928) en 2626 Poland Street en Hamtramck. Joseph G. Kastler y William B.N. Hunter diseñaron la Iglesia de San Josafat (1901), de estilo neogótico, que tiene agujas que se alinean con las torres del Renaissance Center cuando se acerca a la ciudad por la Interestatal 75. La histórica Casa Beaubien (c. 1851) en 553 East Jefferson alberga la Sociedad de Arquitectos de Míchigan.

### Campus Martius

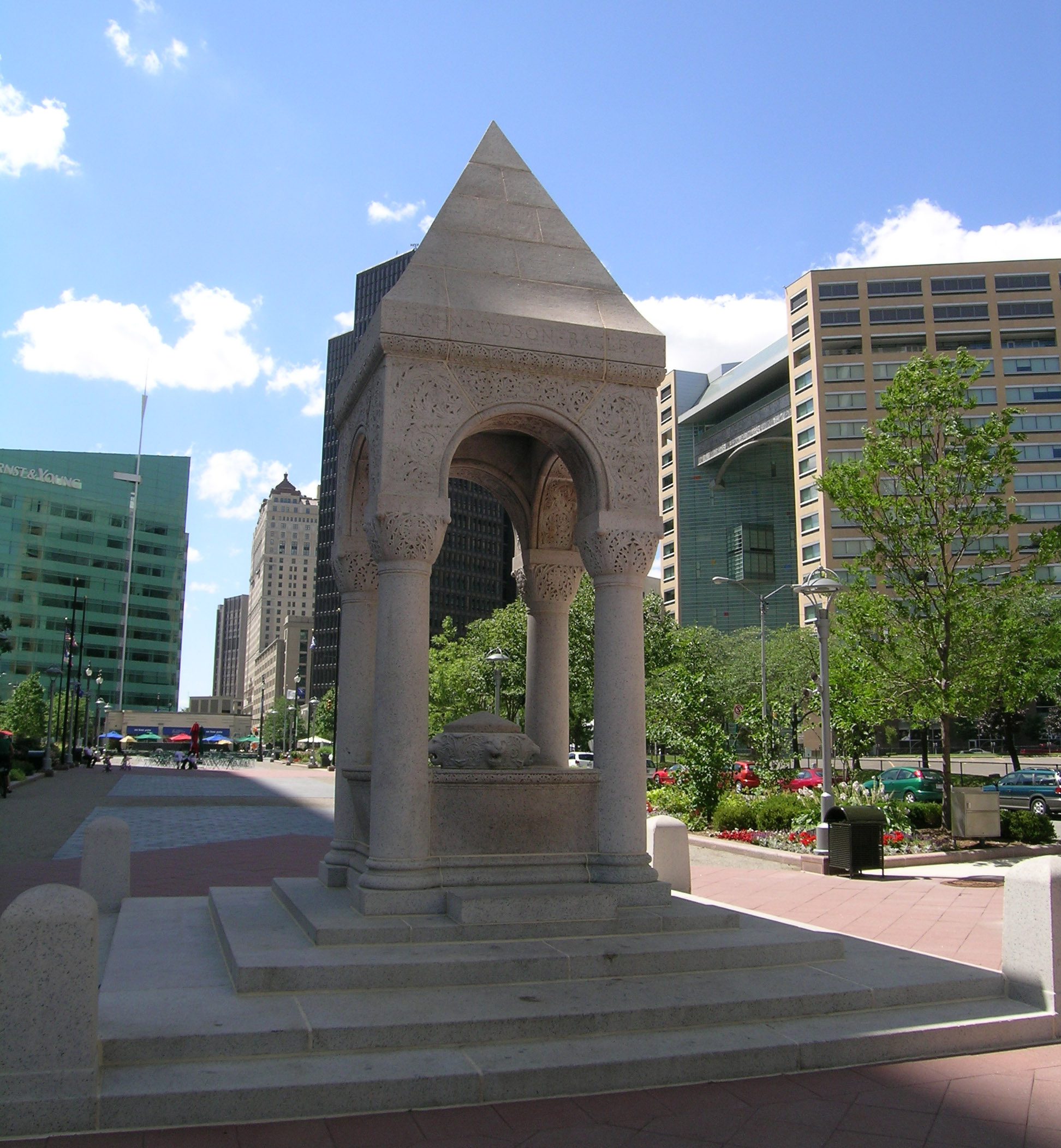
Fuente Conmemorativa Bagley por Henry Hobson Richardson en la Cadillac Square frente al Campus Martius.

La ciudad y sus alrededores tienen varios monumentos de notables arquitectos y escultores a lo largo de bulevares y parques arbolados. El Campus Martius es un parque en la confluencia de las avenidas Woodward y Michigan. Este había desaparecido en la década de 1900 cuando el Downtown se reconfiguró en función del creciente tráfico vehicular. En 2004, la ciudad restauró el parque con una rotonda. Las cascadas de granito se encuentran en el borde occidental de los jardines norte y sur. Tiene dos escenarios para entretenimiento en vivo. Las vías verdes y los jardines botánicos en flor se despliegan desde la Woodward Fountain, la pieza central del Campus Martius, que puede arrojar agua a más de 30 metros en el aire. La Fuente Memorial Bagley se encuentra en la adyacente en la Plaza Cadillac. El parque de Grand Circus está en Woodward Avenue, calle abajo.
El Hart Plaza, a lo largo de la orilla del río Detroit, fue diseñado para reemplazar al Campus Martius como punto focal. Sin embargo, como es un área de superficie dura, muchos residentes lamentaron la falta de zonas verdes. Esto llevó a llamadas para reconstruir el Campus Martius. El One Campus Martius domina la rotonda de tráfico reconstruido que rodea el parque, y alberga el Monumento a los soldados y marinos de Míchigan de la Guerra Civil por Randolph Rogers. El antiguo Ayuntamiento de Detroit (1861) fue construido por Alexander Chapoton, un miembro de una de las familias francesas más antiguas de la ciudad. Fue demolido en 1961 y en su lugar fue construido el One Kennedy Square. De estilo Reina Ana y construida hacia 1870, la Casa Chapoton se encuentra en 511 Beaubien.

### Grand Circus

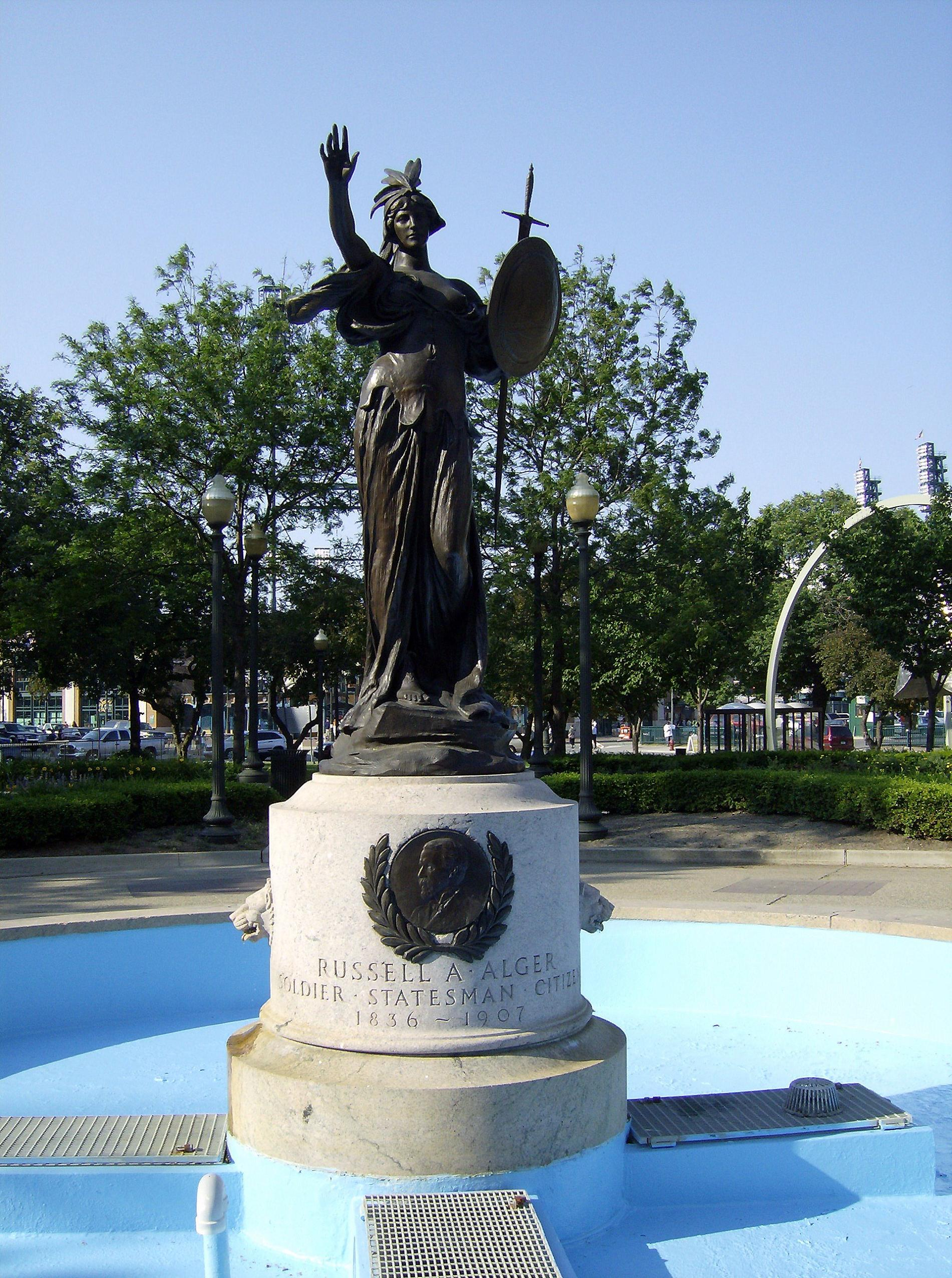
Fuente Russell Alger en Grand Circus Park por Daniel French y Henry Bacon.

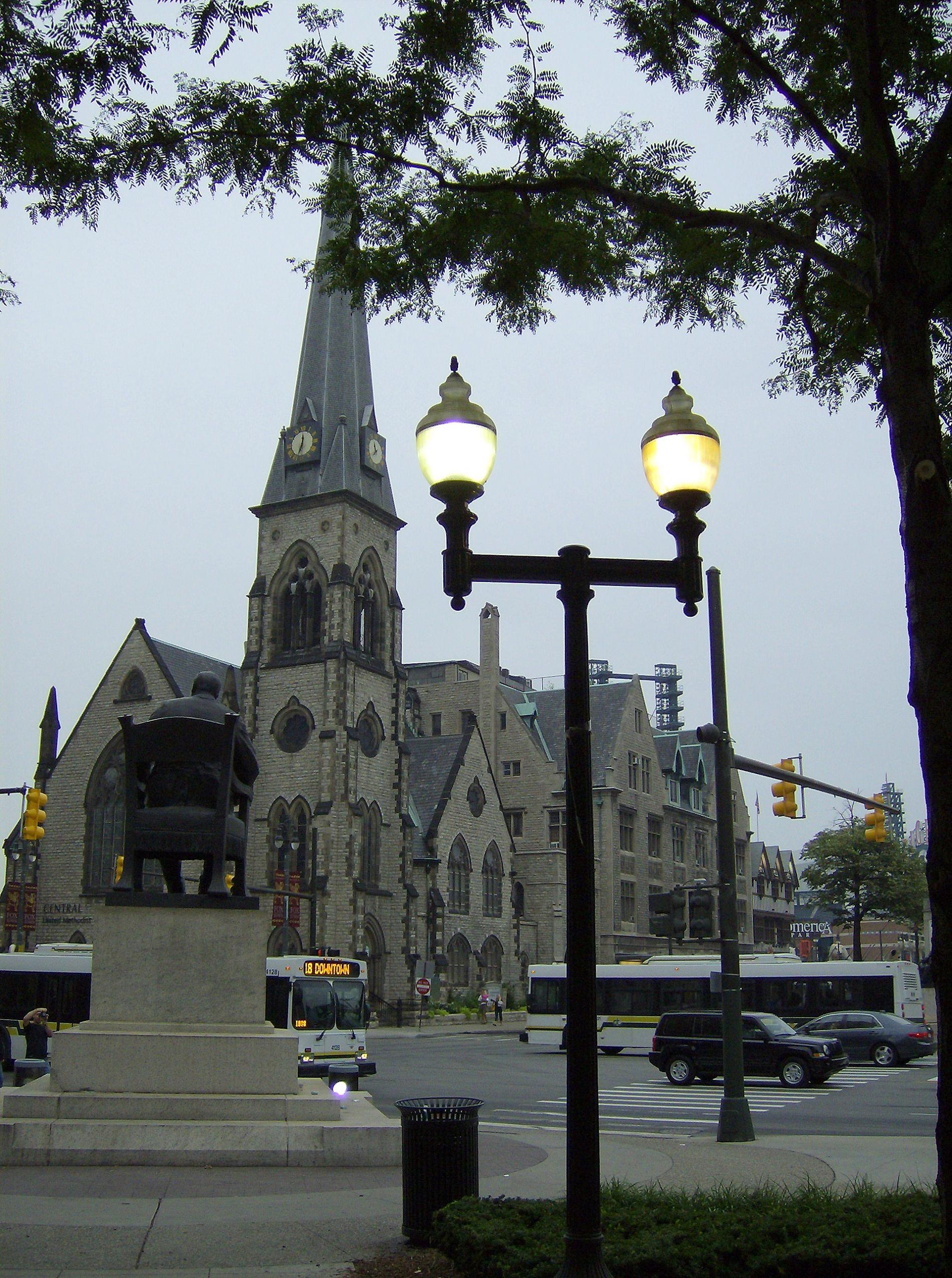
La iglesia Metodista Unida Central (1866), de estilo neogótico victoriano, domina el Grand Circus Park.

En 1805, Detroit experimentó un incendio que destruyó la mayor parte de la arquitectura colonial francesa. Poco después, el padre Gabriel Richard dijo: Speramus meliora; resurgir cineribus, que significa, 'esperamos cosas mejores; surgirá de las cenizas', que se convirtió en el lema oficial de la ciudad. Para Detroit, el juez Augustus B. Woodward ideó un plan similar al diseño de Pierre Charles L'Enfant para Washington D. C. Las monumentales avenidas y círculos de tráfico de Detroit se despliegan radialmente según el estilo barroco del Grand Circus Park en el corazón del distrito de los teatros de la ciudad.
Los teatros y centros de actuación de Detroit emanan del distrito histórico Grand Circus Park y continúan por la Woodward Avenue hacia el Fisher Theatre en el New Center. El adornado Teatro Fox (1928), de C. Howard Crane, cerca del Grand Circus, es un Hito Histórico Nacional completamente restaurado en 1988. Crane también diseñó el Orchestra Hall a lo largo de Woodward, que es la sede de la Orquesta Sinfónica de Detroit. Con un diseño neogótico, la iglesia Episcopal de San Juan (1861) se encuentra frente al Teatro Fox y al lado del Comerica Park junto con las antiguas luces de la calle Woodward Avenue. Restaurada en 1996, la Ópera de Detroit (1922), de Crane, se enfrenta a Grand Circus Park. Los terrenos incluyen estatuas antiguas y fuentes de agua anticuadas. El arquitecto Henry Bacon diseñó la Fuente Conmemorativa Russell Alger (1921) en Grand Circus Park. Dedicada a la memoria del senador Russell Alger, esta alberga una figura romana clásica que simboliza Míchigan, diseñada por el escultor Daniel French.
En los alrededores del Grand Circus ha habido tradicionalmente varios edificios notables. Los costados sur y oriental corresponden al borde curvo del parque. Antes de ser demolido el Statler Hotel se encontraba en el lote valdío que hay entre el Washington Boulevard y la Bagley Avenue. Hacia el suroriente está el Distrito Histórico del Boulevard Washington, que comprende el David Whitney Building. Un poco hacia el oriente se encuentra la Torre David Broderick. Hasta 2005, en su extremo nororiental se encontraba el Madison-Lenox Hotel, pero también fue demolido.
El Kales Building, el Grand Park Centre, el Fyfe Building y la iglesia Metodista Unida Central se encuentran en el costado norocciedental, que es recto y está definido por la Adam Street. Hacia el occidente, esta se cruza con la Park Avenue, en el inicio del Distrito Histórico de Park Avenue. 

### Estilos neorrenacentista y neoclásico

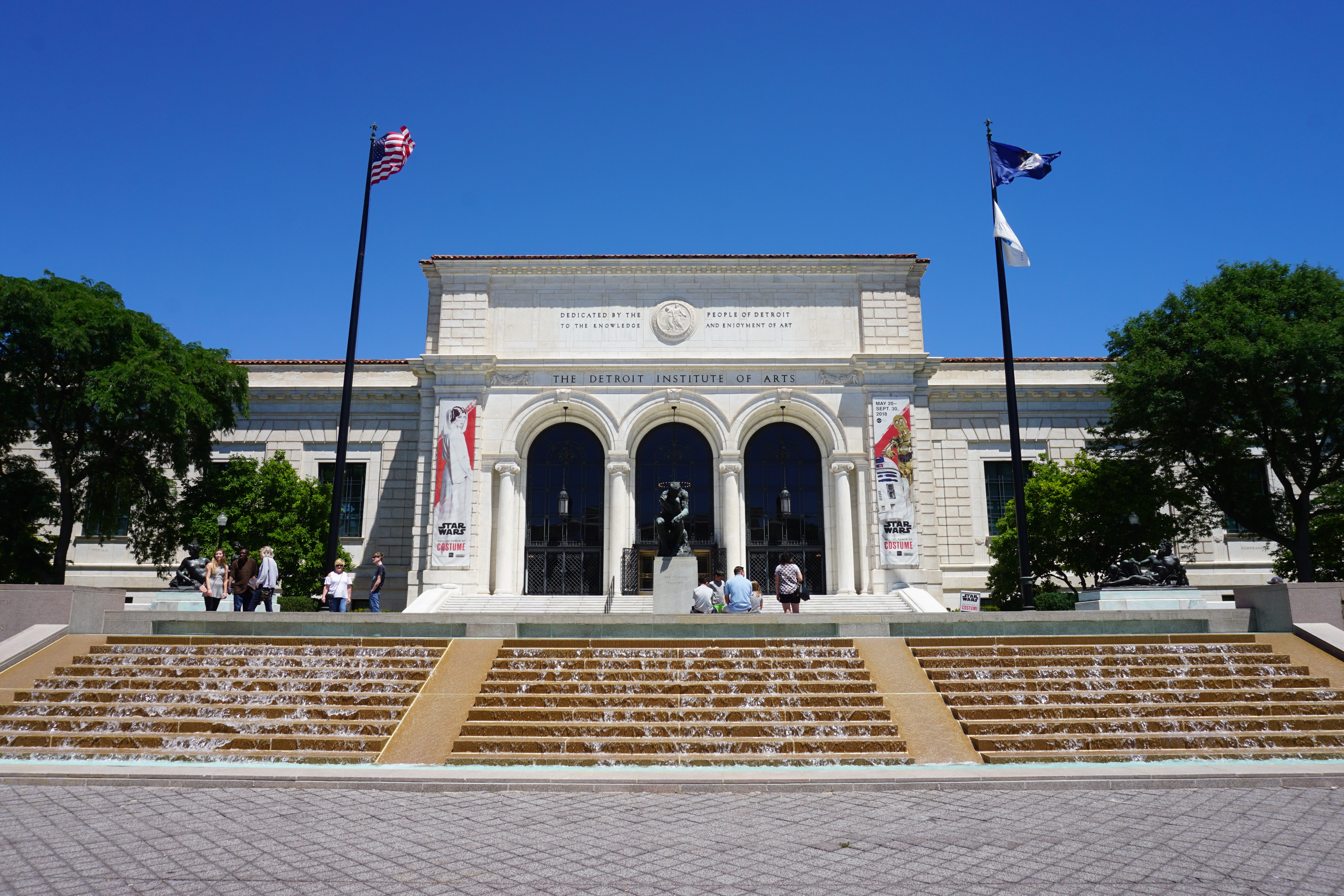
Instituto de Artes de Detroit por Paul Philippe Cret, con renovación y expansión en 2007 por Michael Graves.

A fines del siglo XIX, Detroit fue llamada la París del Oeste por su arquitectura y espacios públicos abiertos, de acuerdo con el City Beautiful Movement. Los arquitectos John y Arthur Scott diseñaron el edificio del condado de Wayne (1897) en el Downtown. El gasto no fue un factor en la construcción de su lujoso diseño. Cubierto con cuadrigas de bronce de J. Massey Rhind y un frontón de Anthony Wayne de Edward Wagner, puede ser el mejor ejemplo sobreviviente de arquitectura barroca romana de Estados Unidos con una mezcla de Beaux-Arts. Stanford White, arquitecto de Newport, la mansión Rosecliff de Rhode Island, diseñó el Savoyard Center (1900) en 151 Fort Street.

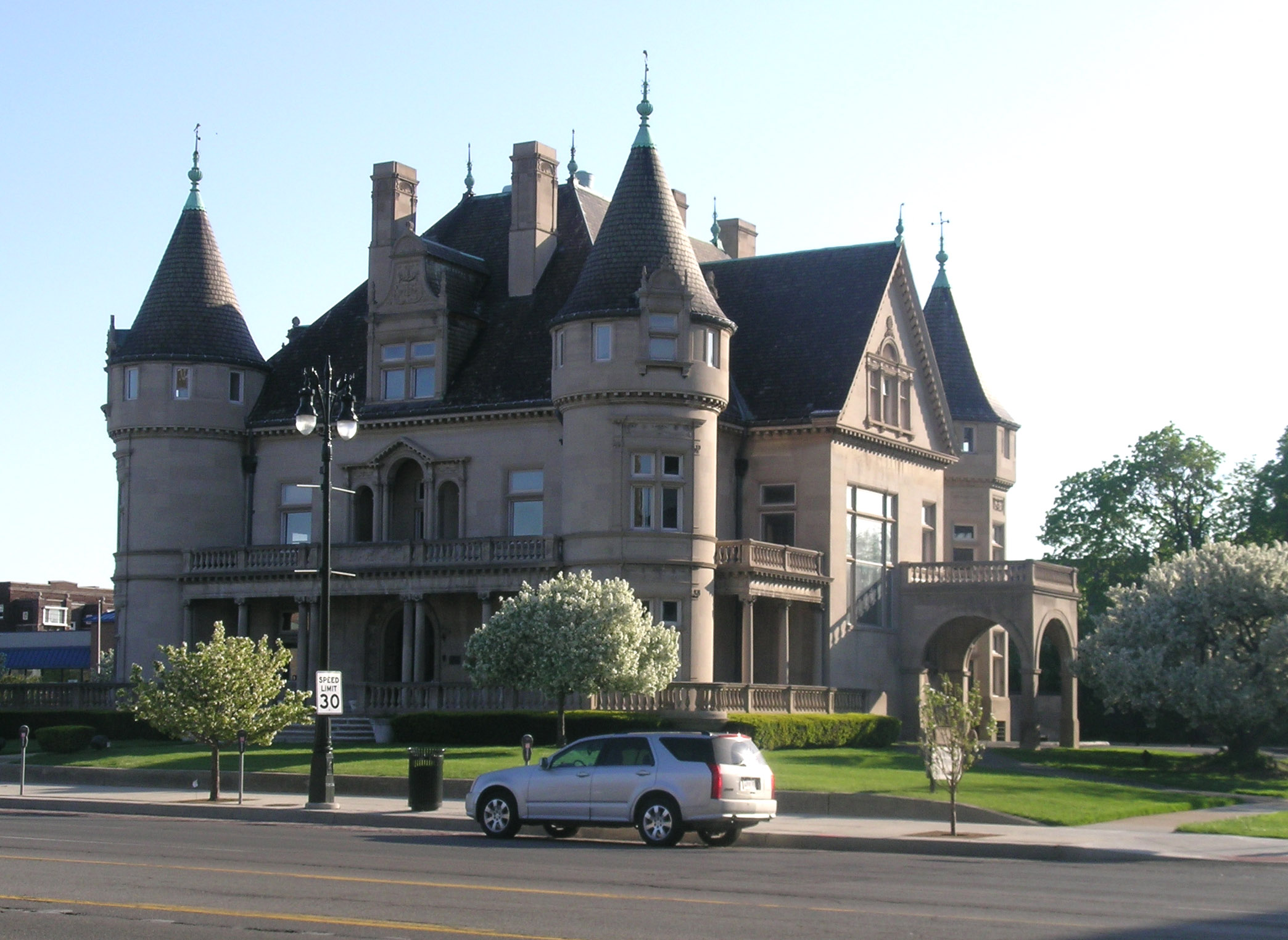
Casa del coronel Frank J. Hecker (1891) en East Ferry Avenue. Fue diseñada por Louis Kamper con base en el castillo de Chenonceau.

El arquitecto franco-estadounidense Paul Philippe Cret diseñó el Instituto de Artes de Detroit que incluye un teatro de 1.150 puestos en el Distrito Histórico del Centro Cultural de Detroit. Cret se educó en la École des Beaux-Arts en Lyon y luego en París, y fue a los Estados Unidos en 1903 para enseñar en la Universidad de Pensilvania. Cret también fue el arquitecto de la Biblioteca Folger Shakespeare en Washington D. C. Michael Graves diseñó la renovación y expansión de 2007 del Instituto de Artes de Detroit con su exterior cubierto de mármol blanco. Harley Ellis Devereaux diseñó el edificio neoclásico de mármol Horace Rackham Education Memorial Building (1941) también dentro del Distrito Histórico del Centro Cultural.

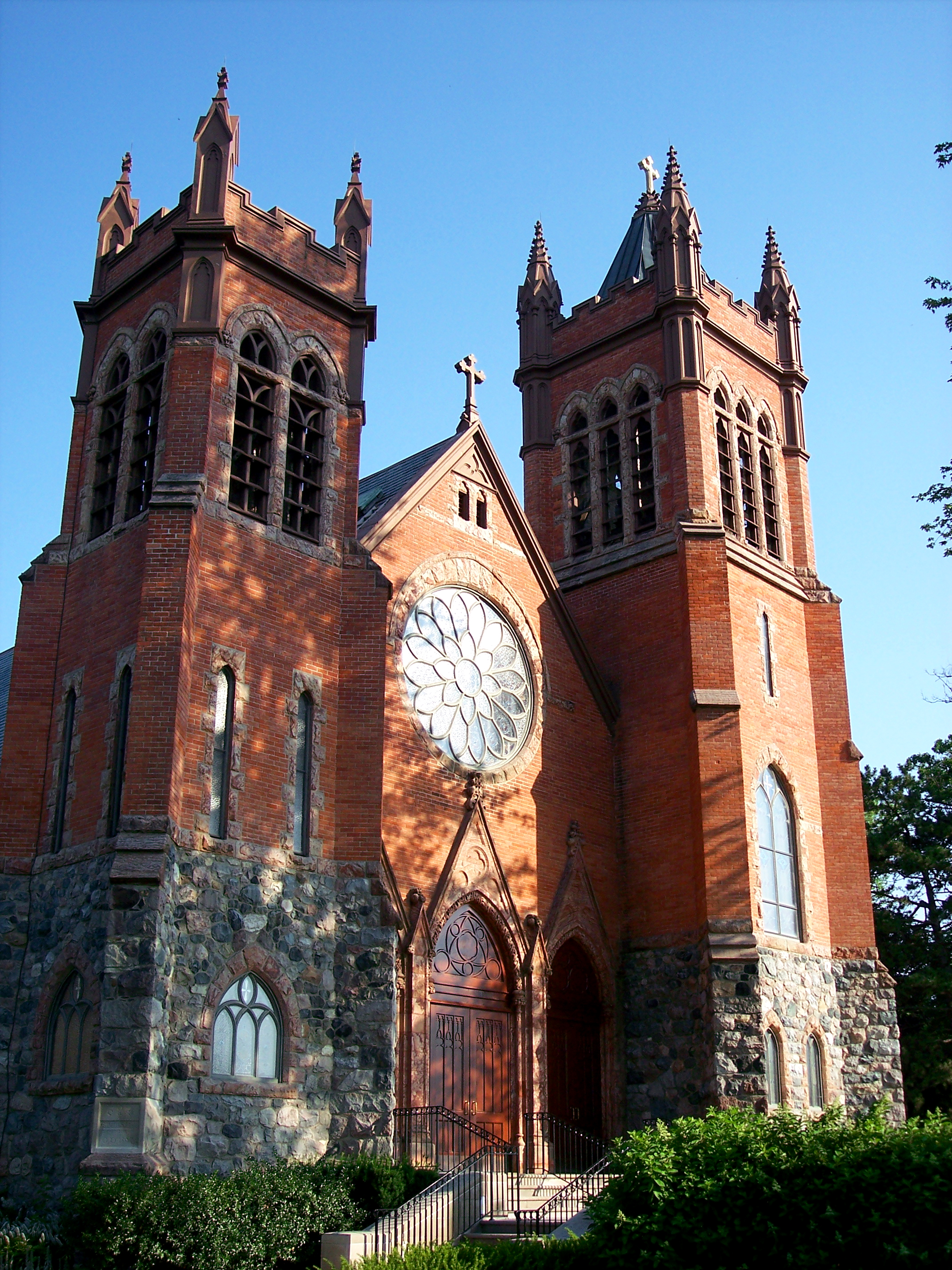
La iglesia de San Pablo de estilo gótico francés (1899) en Grosse Pointe se encuentra entre las muchas iglesias históricas de Detroit.

El área de Detroit cuenta con faros, clubes de yates y muchos monumentos únicos. Entre otros ejemplos, se puede citar el Grosse Pointe Yacht Club (1929) y la Hurlbut Memorial Gate, de estilo Beaux-Arts (1894) en Waterworks Park. La Sociedad Histórica de Detroit ha compilado una lista incompleta con más de 122 esculturas y monumentos públicos cerca del Downtown, mientras que Detroit1701 enumera muchos monumentos adicionales. Arquitectos como Cass Gilbert, quien diseñó la Corte Suprema de los Estados Unidos en Washington D. C., también diseñaron la Biblioteca Pública de Detroit de mármol (1921) en el Distrito Histórico del Centro Cultural y la exquisita fuente de mármol James Scott Memorial de Belle Isle. Frederick Olmsted, arquitecto paisajista del Central Park de Nueva York, diseñó el parque Belle Isle de 3,97 km² de Detroit. Las esculturas de Marshall Fredericks, que incluyen el Spirit of Detroit, se pueden ver en toda el área metropolitana. El trabajo del escultor Corrado Parducci adorna muchos edificios notables de Detroit, como la mansión Meadowbrook Hall y los edificios Guardian, Buhl (1925), Penobscot, Fisher y David Stott.
Los hitos arquitectónicos significativos de Metro Detroit se extienden más allá de la ciudad e incluyen la iglesia de San Pablo del Lago (1899) de Harry J. Rill en Grosse Pointe Farms, Kirk in The Hills presbiterianas (1958) en Bloomfield Hills por Wirt C Rowland y Christ Church Cranbrook (1928) de Bertram Goodhue en Bloomfield Hills.
Eliel Saarinen fue el arquitecto de laCranbrook Educational Community en el suburbio de Detroit Detroit de Bloomfield Hills. El hijo de Eliel, el famoso modernista Eero Saarinen, diseñó un complejo de edificios en el suburbio de Warren para General Motors, conocido como el Centro Técnico de GM. Las numerosas obras del escultor Carl Milles en Metro Detroit incluyen las de Cranbrook Educational Community en Bloomfield Hills, Míchigan, como Mermaids & Tritons Fountain (1930), Sven Hedin on a Camel (1932), Jonah and the Whale Fountain (1932), Orpheus Fountain (1936), and the Spirit of Transportation (1952) en el Centro Cívico de Detroit.

## Arquitectura residencial
Las áreas del Downtown y del New Center contienen edificios de gran altura, mientras que la mayoría de la ciudad circundante consiste en estructuras de baja altura y casas unifamiliares. 

Los barrios de la ciudad construidos antes de la Segunda Guerra Mundial presentan la arquitectura de la época con casas de ladrillo y estructura de madera, casas de ladrillo más grandes en vecindarios de clase media y mansiones ornamentadas en los muchos distritos históricos de la ciudad y suburbios cercanos como Grosse Pointe. Los barrios más antiguos de la ciudad se encuentran a lo largo de los corredores Woodward y Jefferson, mientras que los más nuevos están en el oeste y el noreste.

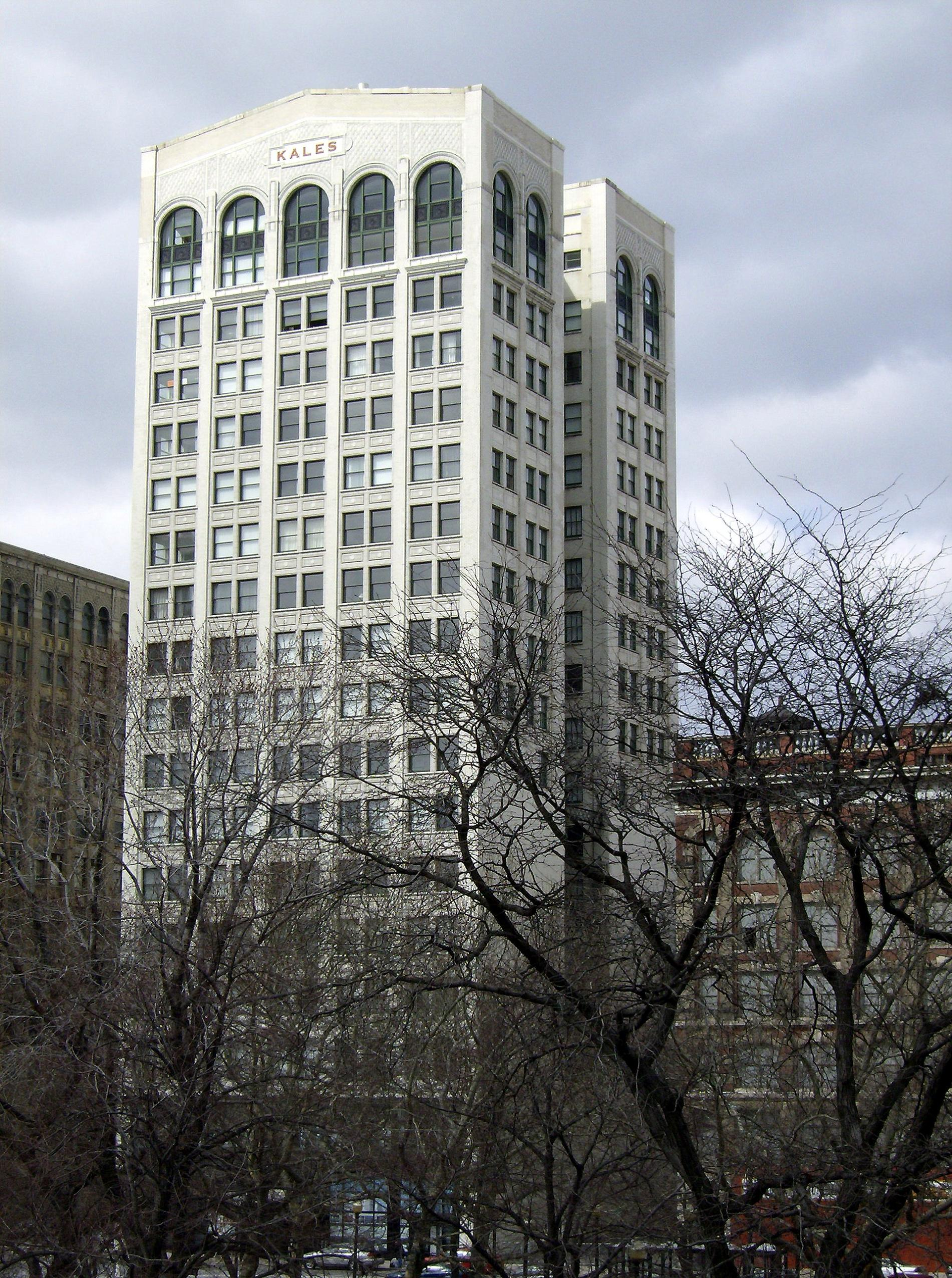
El Kales Building en un edificio residencial diseñado por Albert Kahn y situado en Park Avenue.

Los edificios residenciales de gran altura se encuentran en vecindarios a lo largo de la zona residencial del International Riverfront y East Jefferson Avenue que se extienden hacia Grosse Pointe y el vecindario Palmer Park al oeste de Woodward en el extremo norte de la ciudad. Ludwig Mies van der Rohe diseñó un desarrollo residencial para el Lafayette Park del lado este de Detroit (1958–1965), que incluye tres edificios de gran altura y más de 200 casas adosadas. Este proyecto de renovación urbana de 320.000 m² es la mayor concentración de edificios de van der Rohe en el mundo. El Parque Lafayette está cerca de la iglesia de San José, de gran importancia arquitectónica, y del Distrito Histórico del Eastern Market. El lado este contiene muchas casas arquitectónicamente distintivas como las de Indian Village y East Jefferson Avenue.

Algunos de los barrios más antiguos existentes de la clase trabajadora incluyen aquellos en el suroeste, como Corktown, establecido por inmigrantes irlandeses y aquellos en el área de clase media de West Vernor-Junction. El suroeste está viendo la reurbanización y la construcción de nuevas casas y condominios debido en parte a la expansión del área de Mexicantown de la ciudad que rodea Clark Park, que está cerca de la Iglesia del Santísimo Redentor y de Santa Ana.

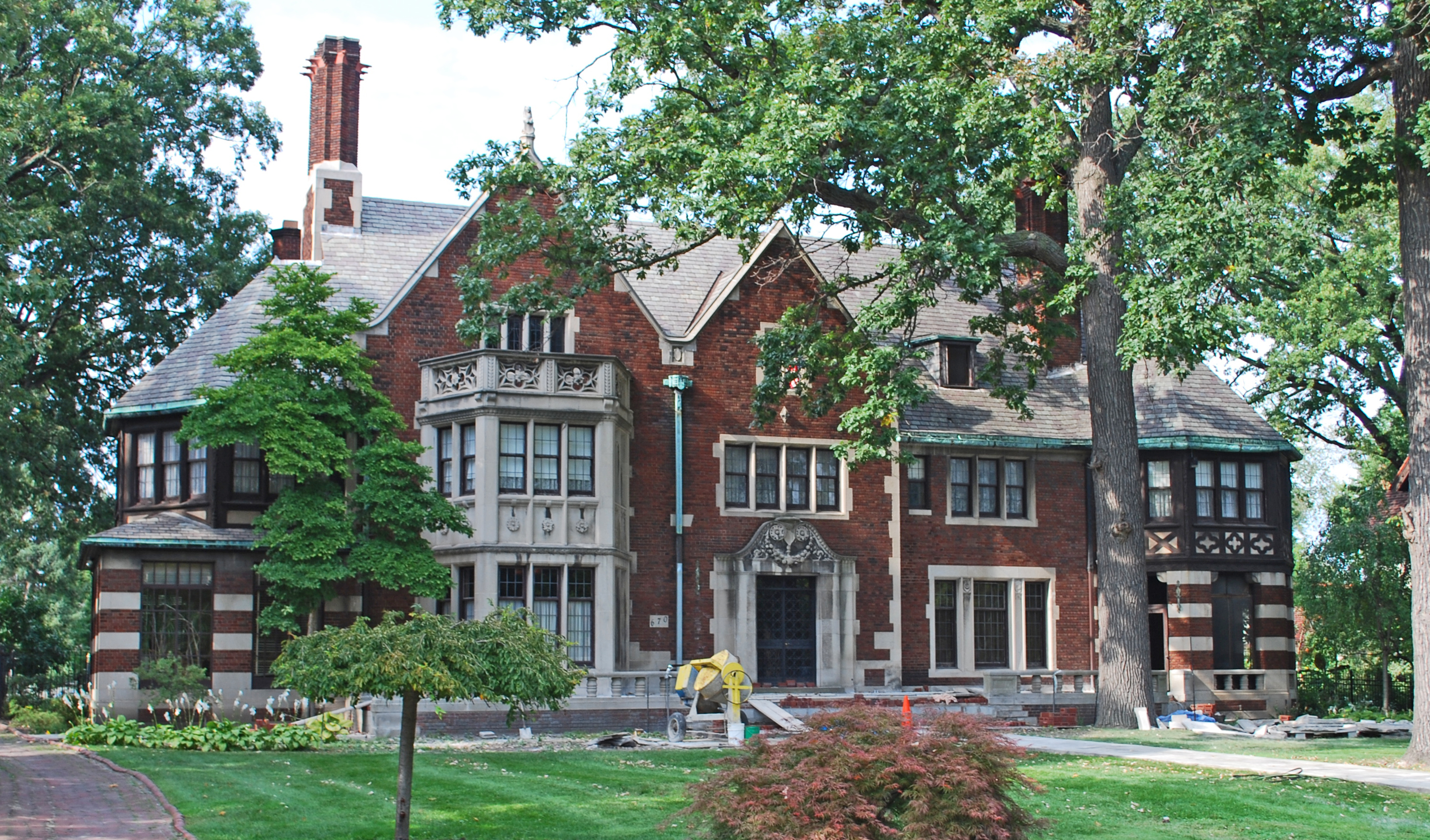
Mansión neotudoriana de Charles T. Fisher en Arden Park, diseñada por George D. Mason.

Los distritos históricos del vecindario de Detroit contienen una notable arquitectura residencial de la Gilded Age. Se han restaurado muchas mansiones de finales del siglo XIX y principios del siglo XX, como las de Brush Park. Los vecindarios de West Canfield, Woodbridge y East Ferry Avenue son ejemplos de arquitectura neorrenacentista francesa del Segundo Centro, del estilo Segundo Imperio, del neorrománico y Reina Ana. El arquitecto Gordon W. Lloyd diseñó la Casa David Whitney (1894) construida con un exterior de piedra de jaspe. El área cercana de East Canfield contiene la Iglesia del Corazón Dulcísimo de María de estilo neogótico.
Arden Park-East Boston se destaca por las mansiones construidas por los gigantes industriales de las décadas de 1910 y 1920. Los residentes incluyeron a los Dodge Brothers, J. L. Hudson y Fred Fisher, el fundador de Fisher Body. La residencia de Fisher en Arden Park (George D. Mason, 1918, con adiciones en 1923) está construida con piedra caliza de Indiana al estilo de la villa italiana. Cuenta con elaboradas tallas de piedra e intrincados trabajos de hierro y fue el tema de una discusión de la revista Fortune de 1926 sobre "la armonía de los materiales y la proporción en la arquitectura residencial". 
El cercano vecindario Boston-Edison (que comprende cuatro bloques residenciales al oeste de Woodward) cuenta con varias residencias diseñadas por Kahn, incluida la residencia Benjamin Siegal (1915), la casa James Couzens (1910) y una de las raras residencias de estuco de Kahn, la casa Ernest Venn ( 1908). Otras casas arquitectónicamente significativas en el vecindario incluyen la casa de Sebastian S. Kresge, la casa de Berry Gordy y una de las casas de Henry Ford. 
Muchas casas arquitectónicamente distintivas también se encuentran cerca de la Universidad de Detroit Misericordia en el extremo norte de la ciudad, como las de los distritos históricos de Palmer Woods y Sherwood Forest. La Catedral del Santísimo Sacramento está ubicada cerca de este corredor a lo largo de Woodward Avenue.

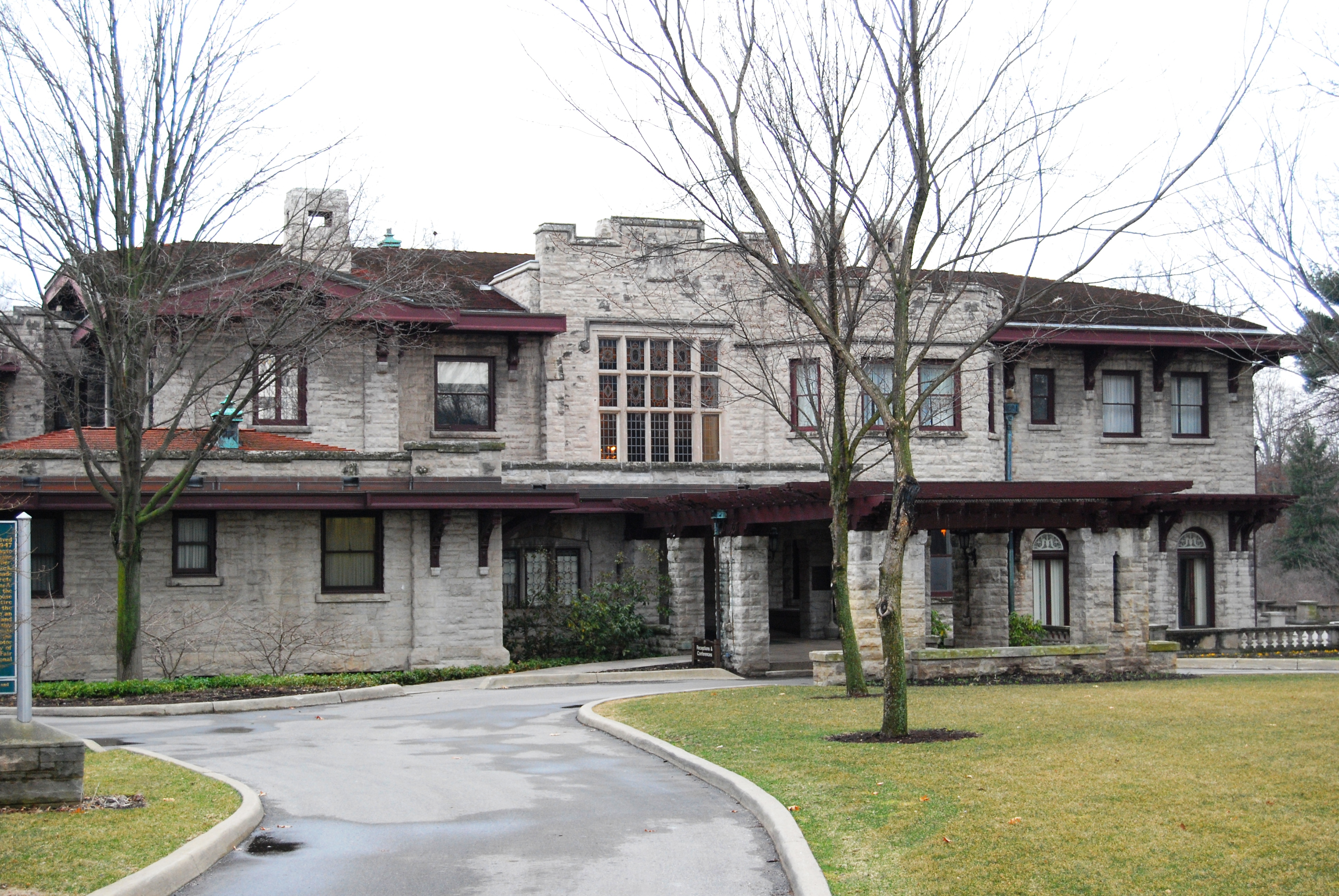
Fair Lane Estate de Henry Ford

La herencia de Detroit incluye obras de Frank Lloyd Wright, quien había participado en el diseño inicial de Fair Lane Estate de Henry Ford, un Monumento Histórico Nacional en Dearborn. Frank Lloyd Wright también diseñó la Casa Dorothy H. Turkel en 2760 West Seven Mile Rd., la Casa Gregor S. y Elizabeth B. Affleck en 1925 N. Woodward Ave., la Casa Melvyn Maxwell y Sara Stein Smith en 5045 Ponvalley Rd., y la casa de Carlton D. Wall House en 12305 Beck Rd en Plymouth Township.

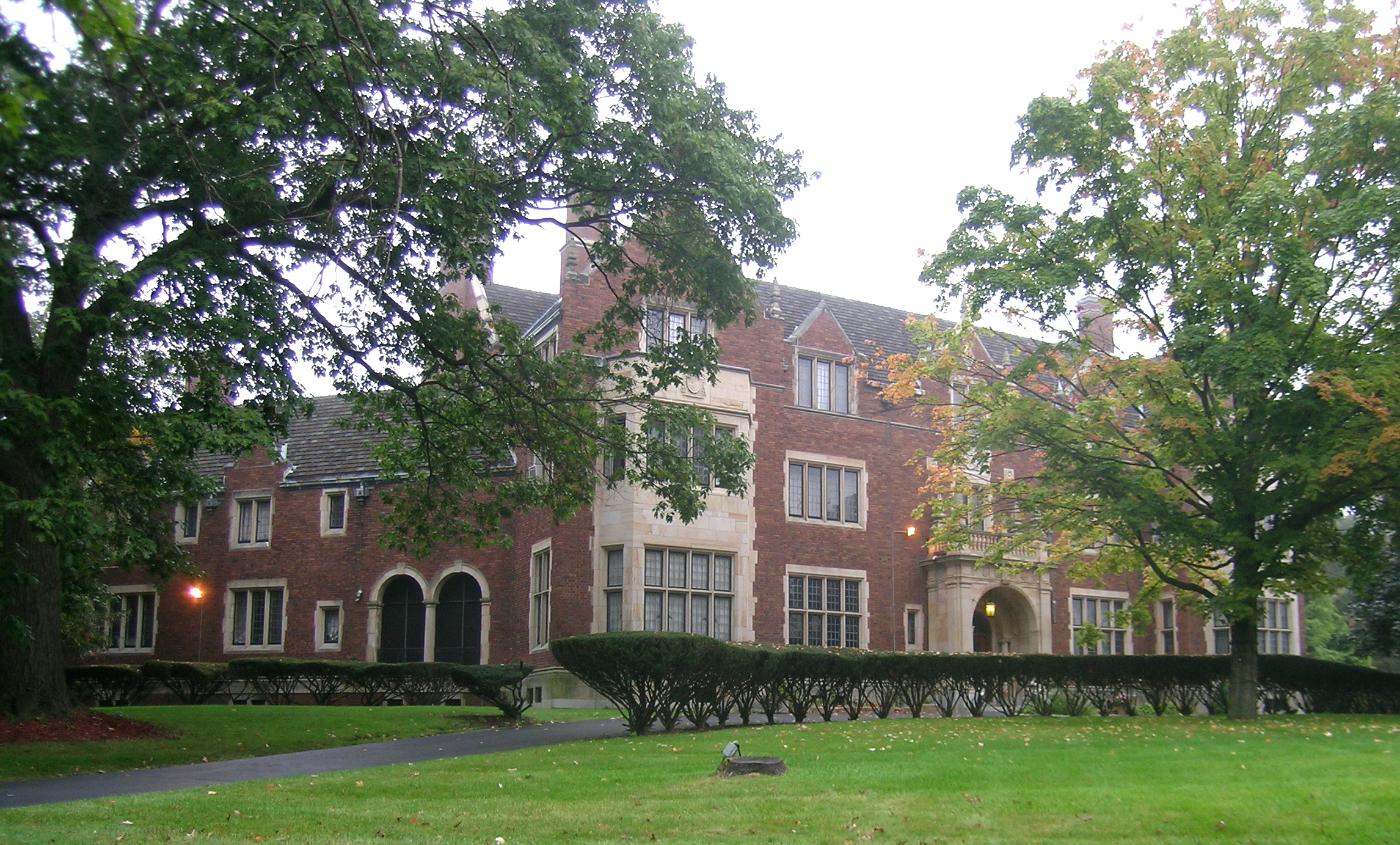
McGinnis y Walsh diseñaron la residencia neotudoriana Bishop Gallagher (1925) en el distrito histórico de Palmer Woods.

Las mansiones de Detroit se encuentran entre las propiedades más grandes del país. Meadow Brook Hall (1929), la mansión de 8200 m² de Matilda Dodge Wilson en 480 South Adams (en el suburbio de Rochester Hills) es la cuarta más grande de Estados Unidos. Inscrita en el Registro Nacional de Lugares Históricos, la mansión está abierta al público. Los suburbios de Grosse Pointe y Bloomfield Hills están repletos de grandiosas mansiones. Kahn diseñó la Casa Edsel y Eleanor Ford (1927) en Grosse Pointe. Rose Terrace (1934–1976), la mansión de Anna Dodge, una vez estuvo en 12 Lakeshore Dr. en Grosse Pointe. Diseñado por Horace Trumbauer como un castillo de estilo Luis XV, Rose Terrace era una versión ampliada del Miramar de la firma en Newport, Rhode Island. Un desarrollador, el mejor postor para Rose Terrace, lo demolió en 1976 para crear un vecindario exclusivo. Esto dio un renovado sentido de urgencia a los conservacionistas. 
La Colección Dodge de Rose Terrace se puede ver en el Instituto de Artes de Detroit. La casa de Russell A. Alger Jr. (1910), en 32 Lakeshore Dr., del arquitecto Charles A. Platt sirve como el Monumento de Guerra Grosse Pointe. Las cinco comunidades de Grosse Pointe presentan una variedad de mansiones más nuevas y de principios del siglo XX que flanquean las orillas del lago Sainte-Claire, uno de los mejores ejemplos es Woodley Green (Benson Ford House, 1934) de Hugh T. Keyes (considerado "uno de los arquitectos más prolíficos y versátiles de la época"). Bloomfield Hills también contiene vastas propiedades de principios a mediados del siglo XX, como la Casa Cranbrook diseñada por Kahn en el campus Cranbrook de Saarinen (llamado por The New York Times "uno de los mejores campus jamás creados en el mundo"). Al lado de Vaughan Rd. se encuentra Woodland, diseñado por Keyes, la finca de John Bugas.
También ha habido algunas nuevas subdivisiones de lujo remodeladas en las áreas de Grosse Pointe, Bloomfield Hills y Turtle Lake.